# Beinn na Caillich (Islay)
Beinn na Caillich, auch Beinn na Caillich Beag (gälisch für „Kleiner Hügel der alten Frau“) ist ein Berg auf der schottischen Hebrideninsel Islay. Die 332 m hohe Erhebung befindet sich nahe der Ostküste der Insel etwa 1,5 Kilometer westlich des Kaps McArthur’s Head und zehn Kilometer südlich des Fährhafens Port Askaig. Im Umkreis von sieben Kilometern befinden sich mit Sgorr nam Faoileann, Glas Bheinn, Beinn Bheigeir, Beinn Bhàn und Beinn Uraraidh fünf weitere Berge.
Beinn na Caillich liegt in einem dünnbesiedelten Teil der Insel, weshalb auch keine Straßen zu dem Berg führen. Es sind jedoch Wanderrouten zu dem Berg beschrieben, beispielsweise von der nahegelegenen Bucht Proaig Bay ausgehend, die auch die umliegenden Gipfel miteinschließen.